# Манчини, Франческо (художник, 1679)
Франческо Манчини (итал. Francesco Mancini; 24 апреля 1679, Сант-Анджело-ин-Вадо — 9 августа 1758, Рим) — итальянский живописец академического направления.
Манчини родился в городке Сант-Анджело-ин-Вадо (регион Марке). Учился живописи у художника болонской школы Карло Чиньяни в Форли и Болонье. Его ранние работы вполне в духе «болонцев»: фрески в Библиотеке Классе ди Равенна (Biblioteca Classense di Ravenna), в соборе Сан-Феличиано-ин-Фолиньо и в Палаццо Реджиани в Форли (Эмилия-Романья).
По рекомендации Маркантонио Франческини, вице-президента болонской Академии Клементина, Франческо Манчини переехал в Рим, где познакомился со своим соотечественником Карло Мараттой. Эта встреча стала поворотным моментом в его творческой биографии. Благодаря своему другу Агостино Мазуччи он получал множество заказов, в том числе на росписи в соборе Эвора (Португалия), фрески в Квиринальском дворце, в Кьеза Нуова деи Филиппини (Новой церкви ордена Филиппинцев) в Перудже (1730), в церкви Санта-Мария-делла-Мизерикордия в Мачерате (1736), в Сант-Анджело-ин-Вадо, Форли и Римини. Современники ценили живопись Франческо Манчини за светлые, светящиеся тона его картин. Художника приняли в члены римской Академии Святого Луки, Французской академии в Риме, Папской академии изящных искусств и словесности виртуозов при Пантеоне.
Среди его учеников мастера были Себастьяно Чеккарини, Доменико Корви, Джованни Баттиста Рончелли, Никколо Лапиккола, Джованни Андреа Лаццарини.

## Галерея

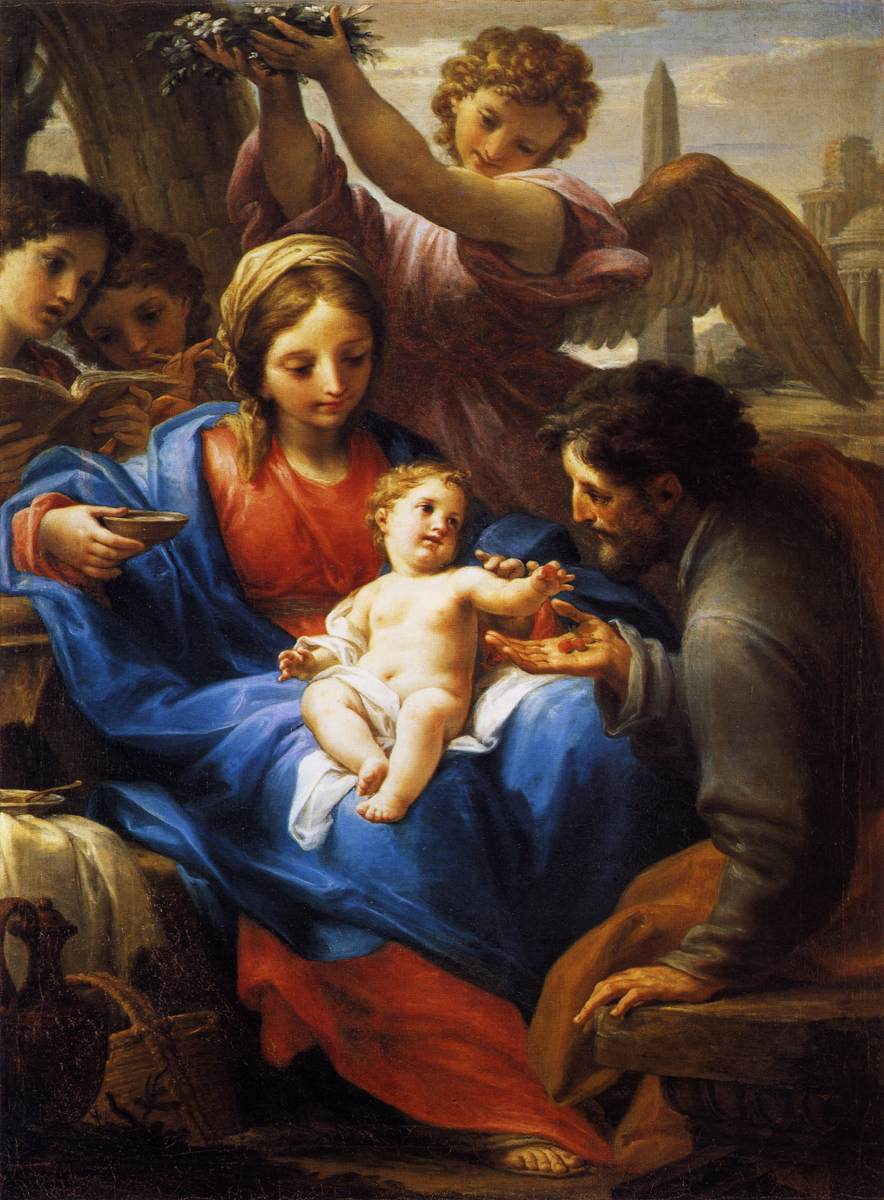
Отдых на пути в Египет. Ватиканская пинакотека
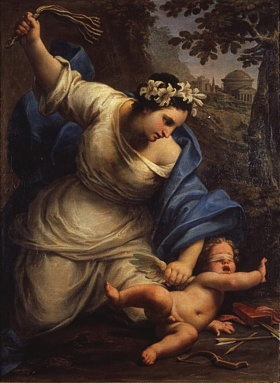
Целомудрие наказывает любовь. Ок. 1730
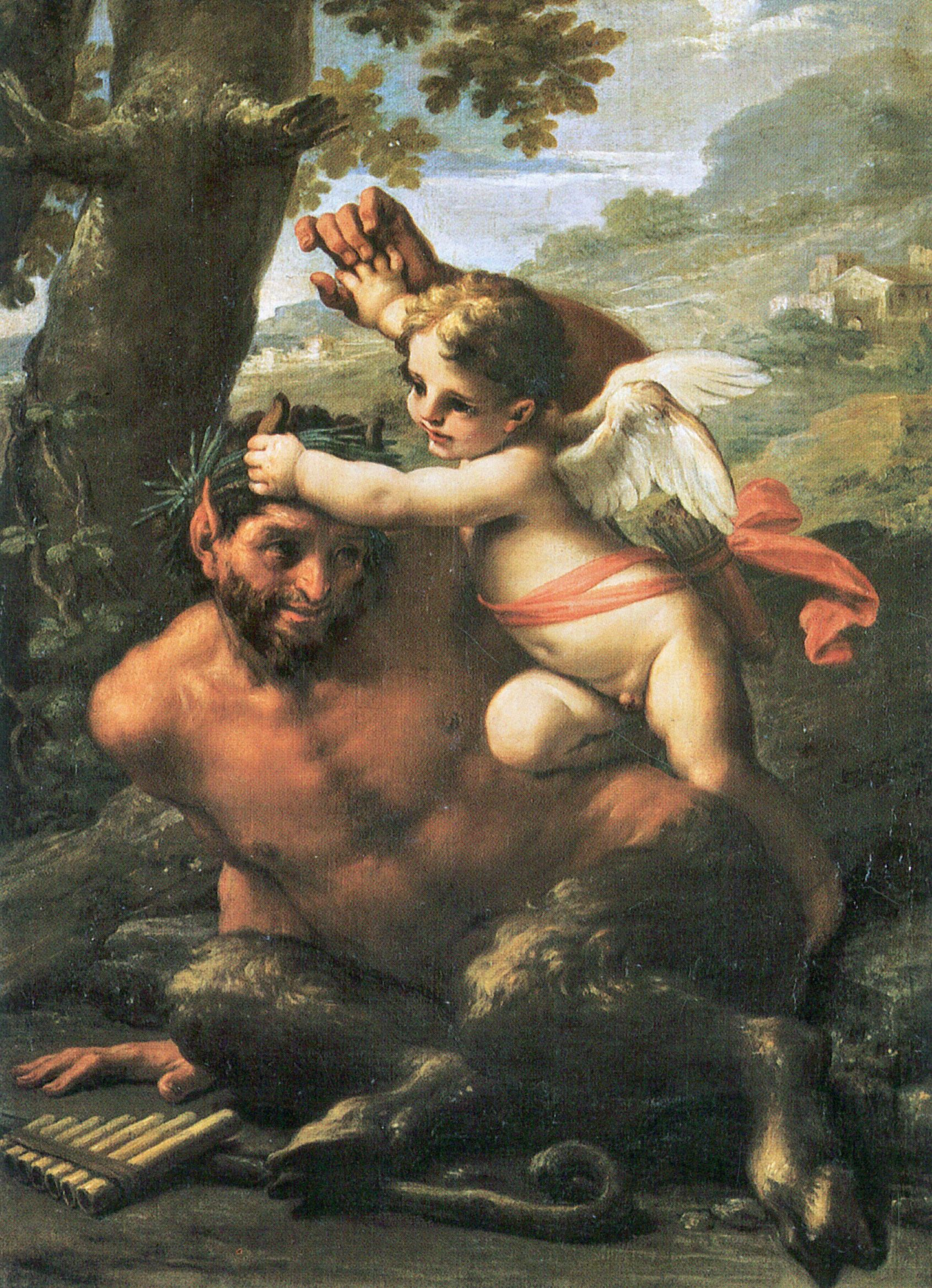
Битва Купидона и Пана
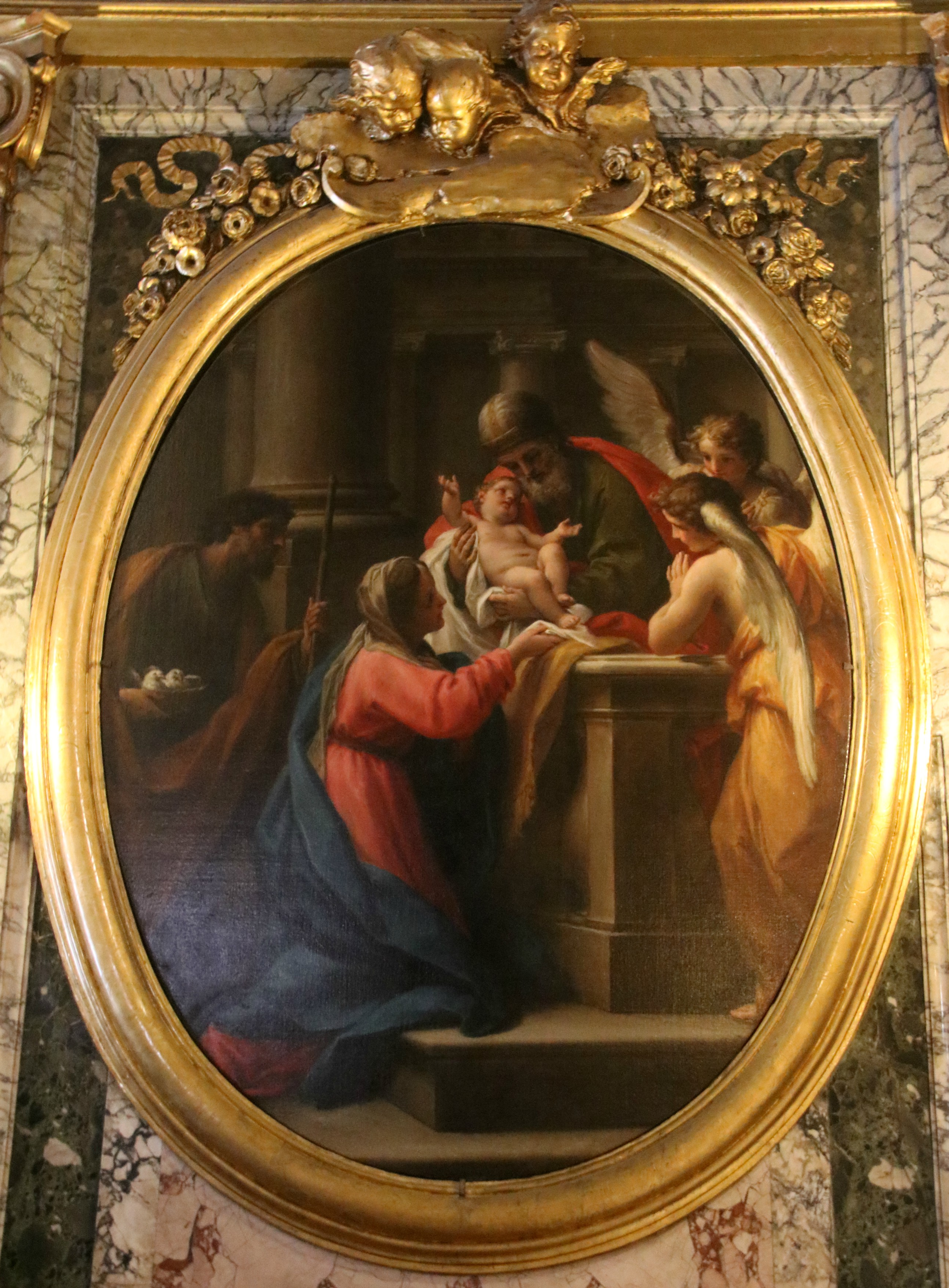
Принесение Иисуса в храм. Сантуарио базилики в Мачерата